# Carburador

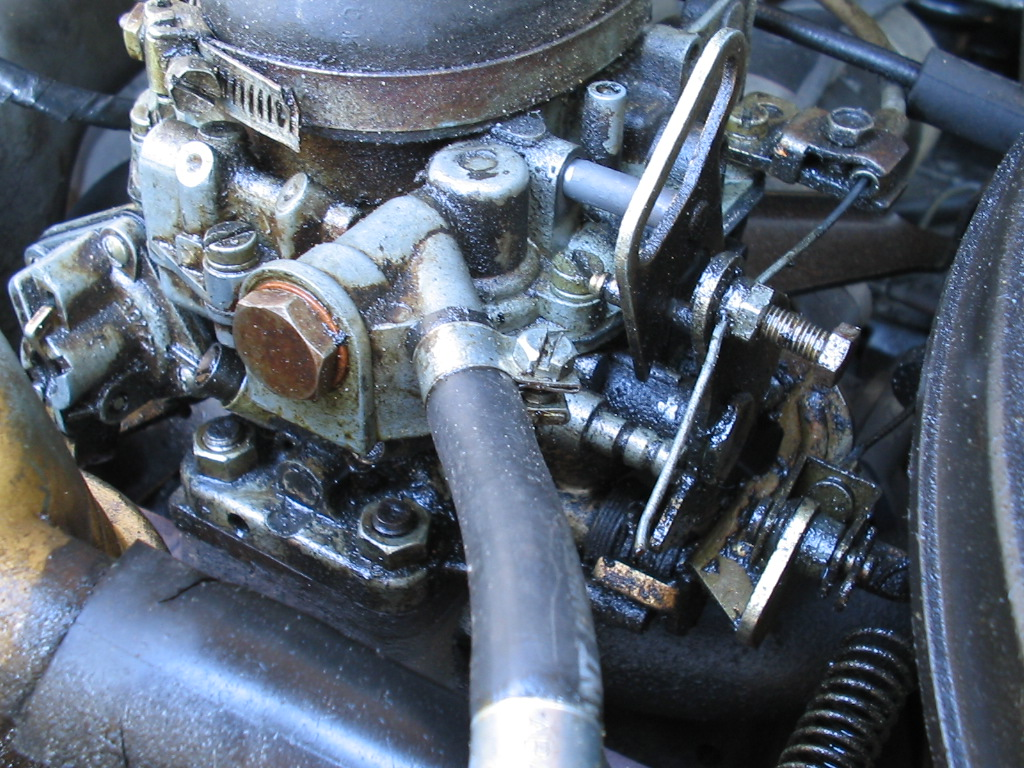
Carburador d'automòbil.

El carburador és el dispositiu que fa la barreja d'aire-combustible en els motors de benzina. Per aconseguir que el motor funcioni més econòmicament i obtingui la major potència de sortida, és important que la benzina estigui en les millors condicions. Per aconseguir una barreja òptima d'aire-combustible, el carburador utilitzarà diverses tècniques.

## Construcció i operació del carburador
El carburador posseeix una divisió on la benzina i l'aire són barrejats, i una altra on la benzina s'hi emmagatzema (cambra del flotador). Aquestes parts estan dividides però connectades a través de la tovera principal.
La relació d'aire-combustible és determinant en el funcionament del motor. La clau rau en el fet que l'aire ha d'ésser fred perquè aquest rendiment sigui efectiu.
Durant el cicle d'admissió del motor, el pistó baixa dins el cilindre i la pressió interior del cilindre disminueix, aspirant aire des del filtre purificador, carburador i múltiple d'admissió, fluint cap al cilindre. Quan aquest aire passa a través de la porció estreta del carburador, n'augmenta la velocitat (efecte Venturi), aspirant la benzina des de la tovera principal. Aquesta benzina aspirada és alhora bufada i dispersada pel mateix flux d'aire i barrejada amb aquest. Aquesta mescla aire-combustible és aspirada dins del cilindre.
La quantitat d'aire que entra al carburador és controlada per la vàlvula d'acceleració, que es troba connectada al pedal de l'accelerador. Aquest mateix factor determina doncs la quantitat de benzina aspirada.

## Principi d'operació del carburador
Vegeu principi de Bernoulli.
El carburador opera bàsicament amb el mateix principi d'un aerògraf. Quan l'aire és bufat, creuant l'eix de la canonada polvoritzadora, la pressió interior d'aquesta canonada cau. El líquid dins del polvoritzador és conseqüentment empès dins la canonada i atomitzat gràcies al fregament amb l'aire.

## Tipus de carburadors
Carburador de difusor fix
És un tipus de carburador molt utilitzat. Quan la papallona de l'accelerador va obrint-se des de la posició de ralentit els seus calibres es van obrint en forma progressiva.
Carburador de difusor variable
La secció del difusor és controlada per una válvula de buit, la funció de la qual és augmentar o minvar el diàmetre del difusor segons el funcionament del motor.
Carburador de doble cos
Aquest tipus de carburador té difusor fix. Està format per dos cossos o difusors dins del seu cos. Les dues papallones de l'accelerador es poden obrir simultàniament o una després de l'altra, depenent del tipus de carburador que siga.
Carburador invertit
És un carburador de difusor fix en el qual l'aire penetra des de dalt, en forma vertical.